# Гросвальд, Фридрих Петрович
Фридрих Гросвальд (латыш. Frīdrihs Grosvalds; 13 декабря 1850—1924) — латвийский и российский юрист, общественный и государственный деятель.

## Биография
Фридрих Гросвальд (в годы русской службы — Фридрих Петрович Гросвальд) родился 13 декабря 1850 года в Палесской волости Вольмарского уезда Лифляндской губернии в крестьянской семье.
Учился в Рижской губернской гимназии и Дерптском университете. Затем перешёл на юридический факультет Императорский Санкт-Петербургский университет и окончил его в 1875.
Работал в Министерстве юстиции Российской империи в Санкт-Петербурге. Переселившись в Ригу в 1878 году, краткое время служил по ведомству государственных имуществ, затем судебным чиновником и присяжным поверенным в Риге. С 1885 г. председатель латышского общества в Риге. С 1901 года принимал участие в работе Рижской городской думы, член правления Рижской городской думы (1912—1918). Член латышской конституционно-демократической партии.
14 апреля 1906 года был избран депутатом Государственной думы Российской империи I созыва от съезда городских избирателей города Рига. Вошёл в латышскую часть группы Автономистов. Член комиссии о гражданском равенстве. Выступил в Думе по вопросу о Государственном совете.
В 1919—1924 годах был послом Латвийской Республики в Швеции. Работал в правлении Рижского союза адвокатов, был одним из основателей Латвийского общества юристов, председателем Рижского латышского общества (1886—1919).
Сыновья: Ольгерд Гросвальд (1884—1962) — общественный и государственный деятель, Язеп Гросвальд (1891—1920) — художник.
Умер 8 апреля 1924 года в Риге, похоронен на рижском Большом кладбище.